# Aš (nádraží)
Aš (v minulosti též v němčině Asch) je železniční stanice na adrese U nádraží 2526/5 ve stejnojmenném městě v okrese Cheb v Karlovarském kraji, nedaleko Mlýnského potoka. Leží na neelektrizovaných jednokolejných tratích Cheb – Hranice v Čechách a zhruba dvoukilometrového úseku na hranici s Německem pokračujícího do města Selb. V Aši se dále nachází železniční stanice Aš město a železniční zastávka Aš předměstí (obě na trati do Hranic v Čechách).

## Historie
Původní rozsáhlá stanice byla otevřena 1. listopadu 1865 společností Bavorské východní dráhy (BÖB) spolu s tratí z Selbu v Německu do Cheb, kam následně od roku 1872 vedla trať společnosti Dráhy císaře Františka Josefa (KFJB) spojující Vídeň, České Budějovice a Plzeň se severozápadní výspou Rakouského císařství. Až do roku 1877, kdy byla zprovozněna trať z Oberkotzau do Marktredwitzu po trati jezdila veškerá doprava v relaci Hof–Řezno, pak byla významná pro export západočeského uhlí.[zdroj?]
26. září 1885 zprovoznila ze stanice společnost Místní dráha Aš-Rossbach (s podporou společnosti Rakouské společnosti místních drah) železniční spojení s Hranicemi, prodloužené v letech 1904-1906 až do saského Adorfu. Roku 1875 byly BÖB zestátněny a dráhu převzaly Bavorské státní dráhy (BStB), roku 1920 pak Německé říšské dráhy (DR). Místní dráha byla zestátněna roku 1898, dráhu převzaly Císařsko-královské státní dráhy (kkStB), po roce 1918 Československé státní dráhy (ČSD). Bavorská trať přešla do sítě ČSD až roku 1945.
Z důvodu špatného statického stavu nádraží proběhla koncem 60. let 20. století jeho demolice a výstavba nové budovy stanice. Ta byla otevřena roku 1969 ovlivněná bruselským stylem podle návrhu architekta Josefa Dandy, mj. autora nového chebského nádraží (1962). V roce 1995 přestal železniční přeshraniční úsek sloužit i nákladní dopravě, obnovení provozu se trať dočkala v roce 2015.[zdroj?]
V roce 2012 došlo ve stanici k náhradě elektromechanického zabezpečovacího zařízení s mechanickými a světelnými návěstidly novým elektronickým stavědlem typu ESA 33.
Na začátku roku 2023 byla nádražní budova Aš z roku 1969 zbourána z důvodu zastaralosti a technického stavu. Po dokončení demolice začaly práce na výstavbě nové nádražní budovy.[zdroj?]

## Vlak svobody
11. září 1951 po třetí hodině odpoledne projel stanicí tzv. Vlak svobody, osobní vlakový spoj unesený skupinou železničářů a dalších lidí, který v situaci příznivě přehozené výhybky prorazil hraniční závory se Západním Německem a zastaven byl před Selbem.[zdroj?]

## Popis
Nádražní budova je koncipována jako ostrovní mezi kolejišti směr Selb a Hranice v Čechách. Nástupiště jsou po rekonstrukci kolejiště v roce 2015 vybavena elektronickým informačním systémem. K příchodu k nádraží slouží přechody přes koleje.[zdroj?]

## Galerie

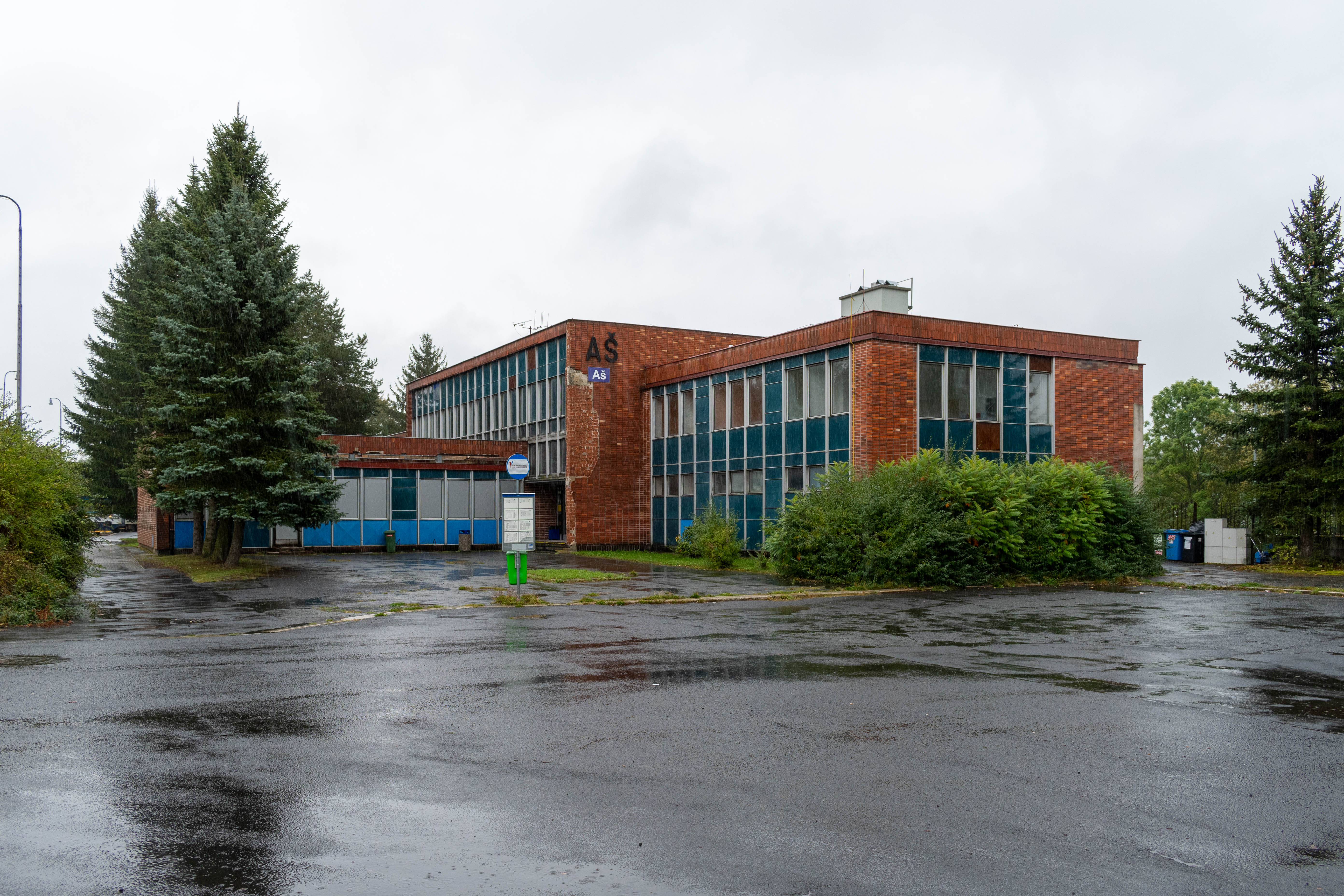
Nádražní budova
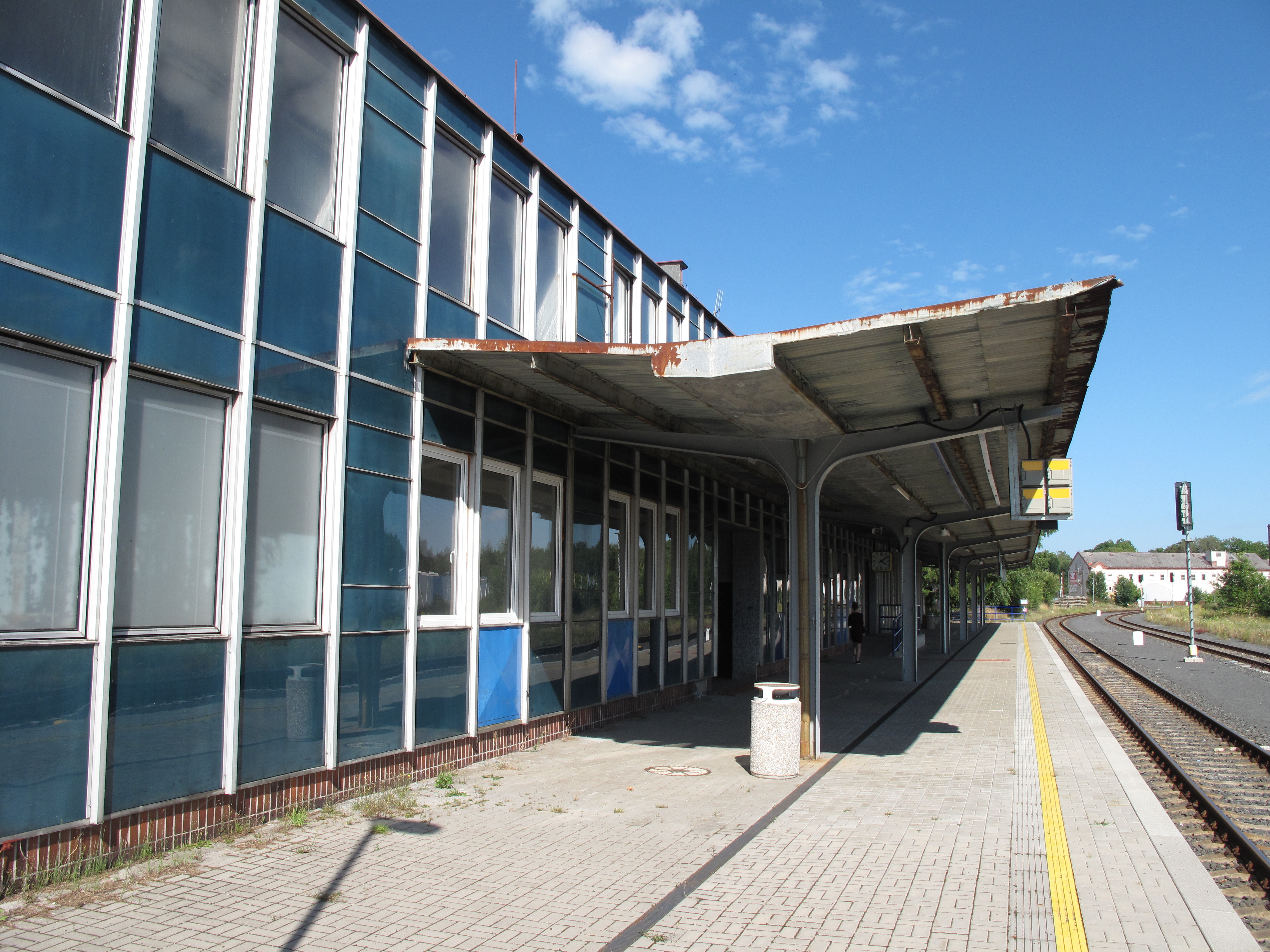
Část opláštění modrým boletickým panelem
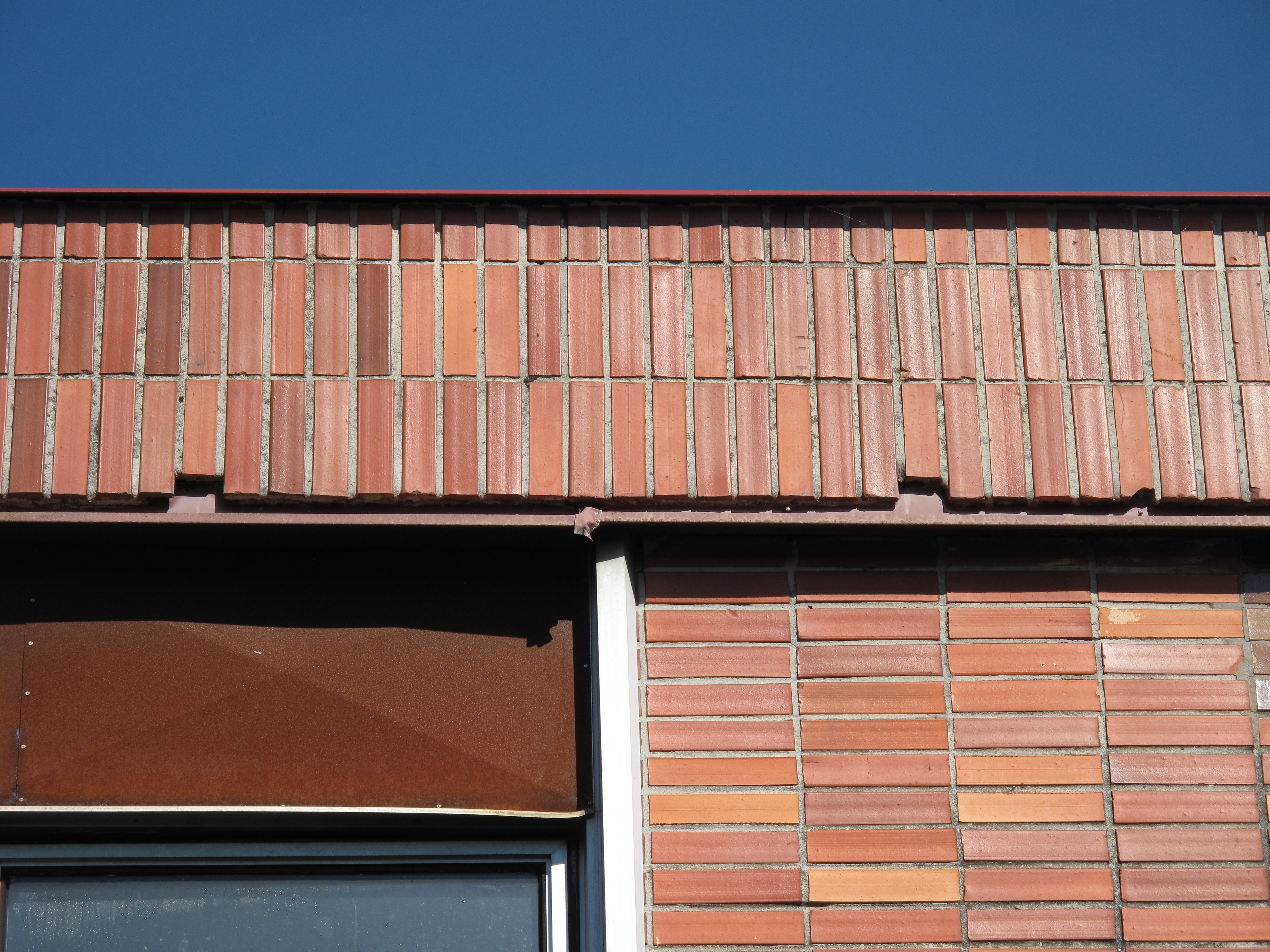
Opláštění cihlovým páskem
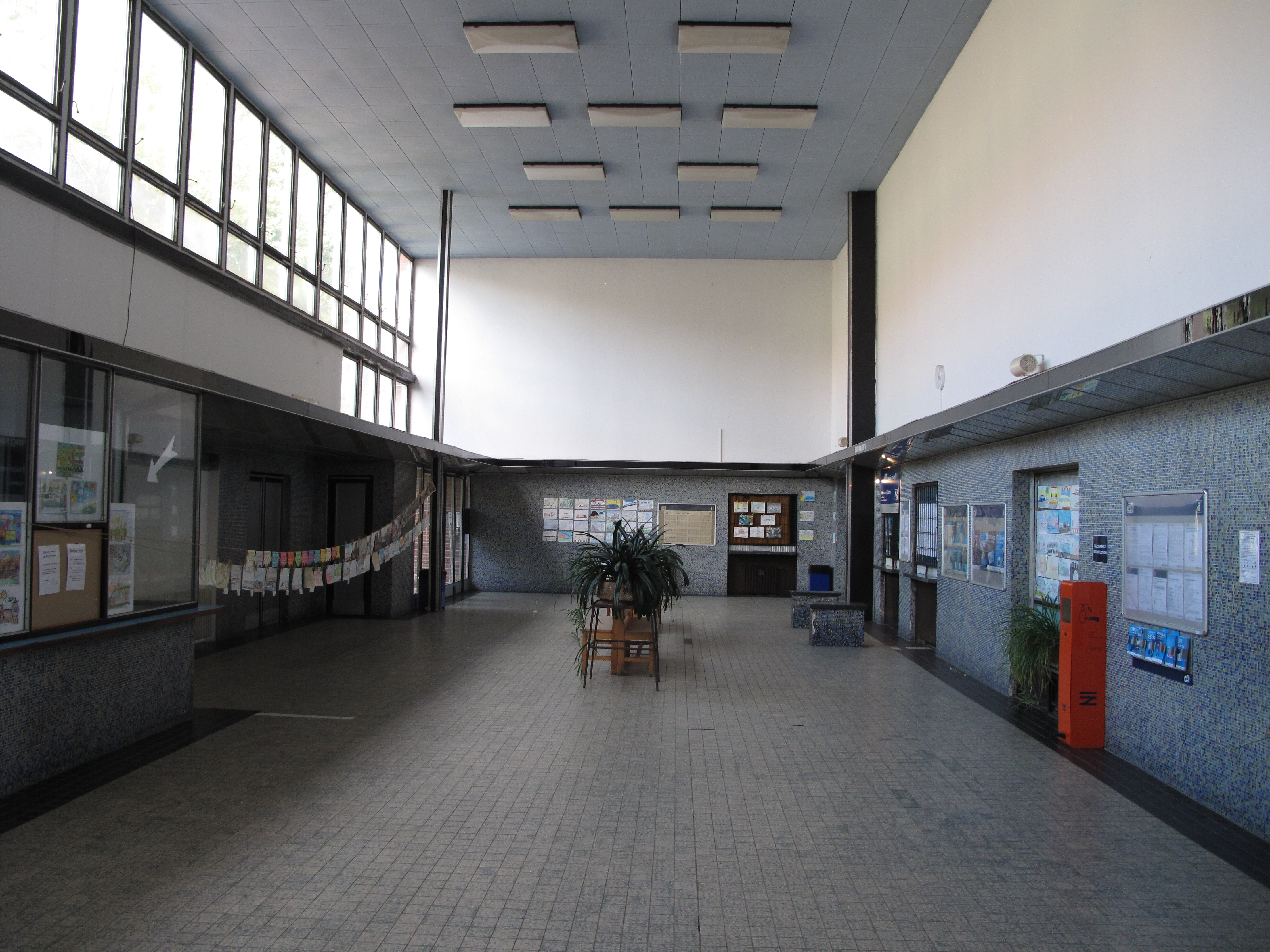
Interiér výpravní haly
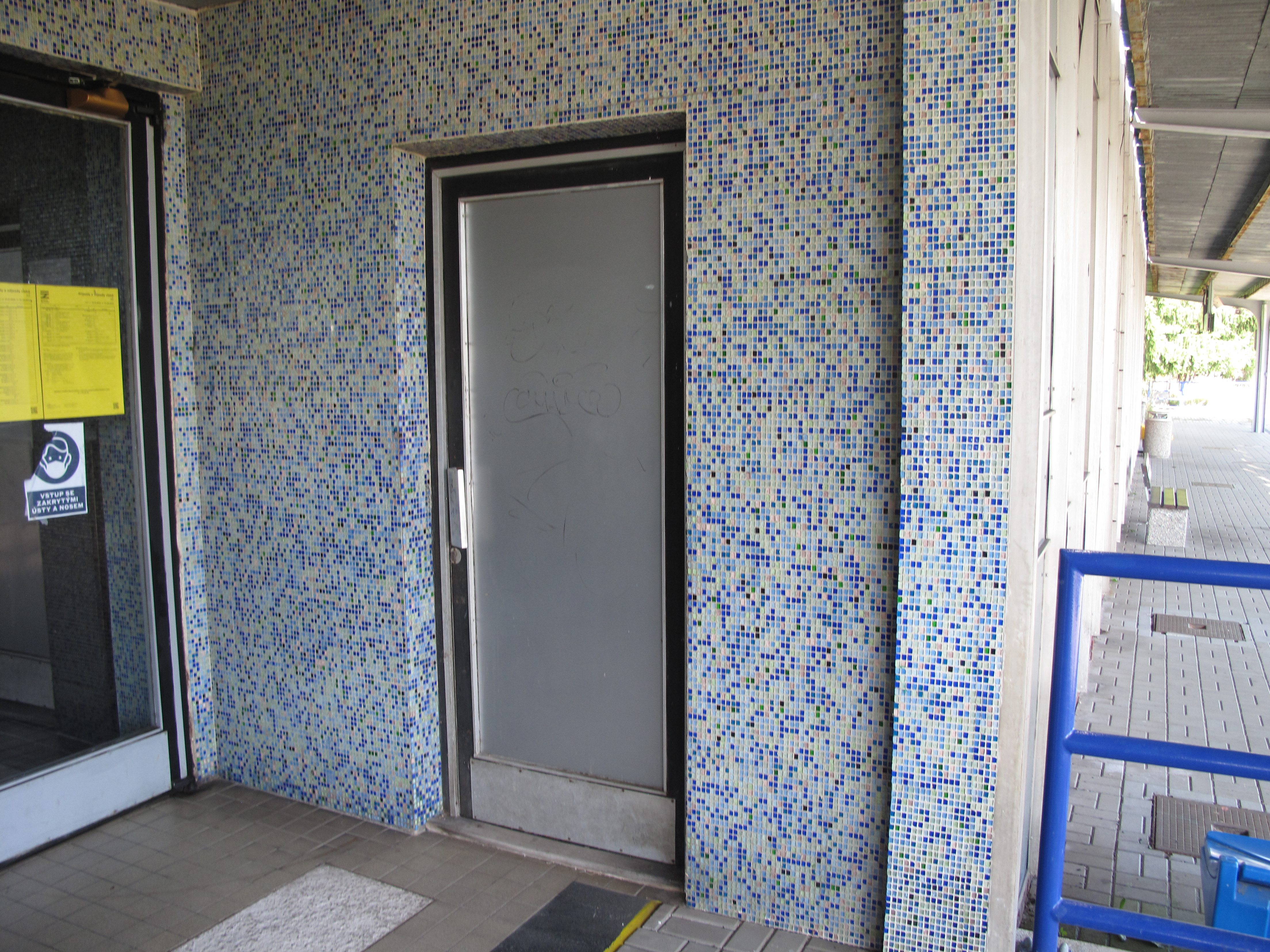
Hliníkové dveře a skleněná stavební mozaika u vstupu do výpravní haly
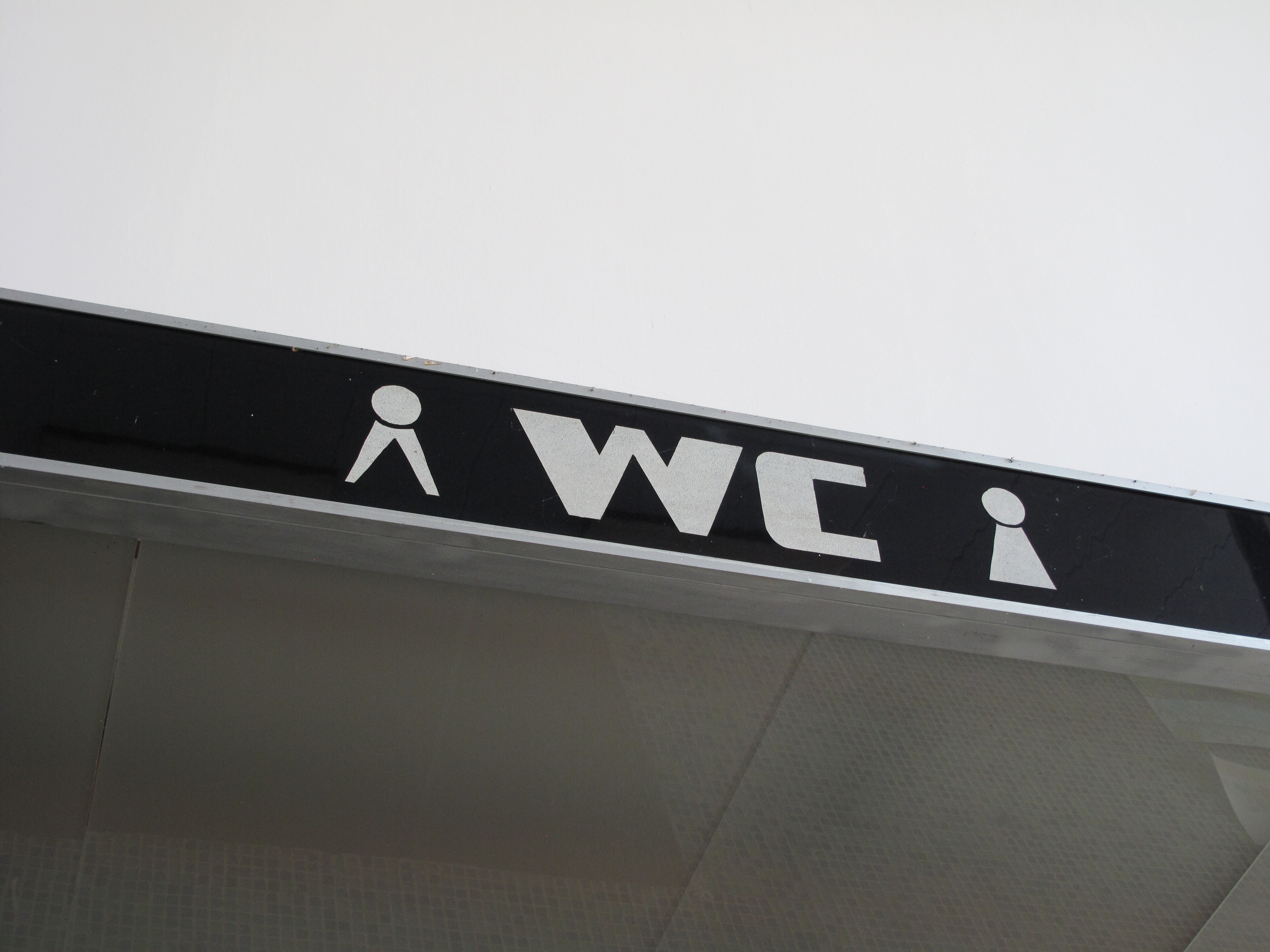
Část původního navigačního systému v hale s nápisem WC
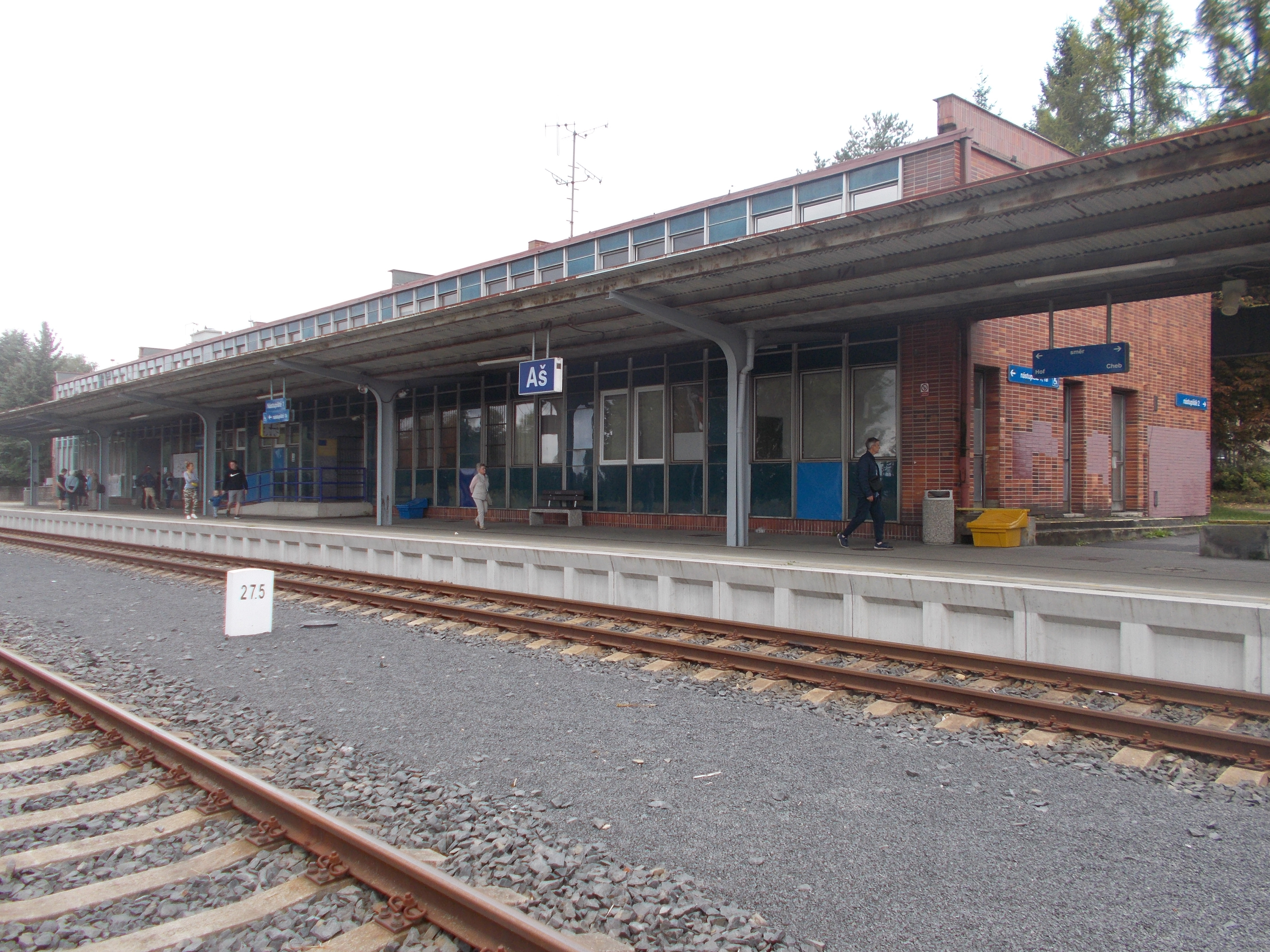
Staniční budova z kolejiště